# Adu
Adu is een bestuurslaag in het regentschap Dompu van de provincie West-Nusa Tenggara, Indonesië. Adu telt 1649 inwoners (volkstelling 2010).